# 北川浩
北川 浩（きたがわ ひろし、1960年3月18日 - ）は、日本の経済学者。専門は、貨幣論・金融論。成蹊大学元学長。

## 経歴
1960年、山口県生まれ。山口県立岩国高等学校を経て、1979年一橋大学経済学部に入学する。1984年に同大学を卒業し、同大学大学院に進む。1986年一橋大学大学院経済学研究科修士課程修了、1989年博士後期課程単位取得満期退学。指導教官は寺西重郎。
1989年より成蹊大学経済学部専任講師に就く。1992年、成蹊大学経済学部助教授に昇格。1999年、成蹊大学経済学部教授に昇格。2004年より成蹊大学学長補佐。2006年から成蹊大学キャリア支援センター所長を務め、丸の内ビジネス研修を立ち上げる。2013年より成蹊大学経済学部長。2016年、学部構成の変更を訴え、亀嶋庸一の後任として成蹊大学学長に就任。
また、この間には経済企画庁経済研究所客員研究員等を務めている。